# 第二代格蘭維爾伯爵約翰·加特利
第二代格兰维尔伯爵约翰·加德利，KG，PC（英語：John Carteret, 2nd Earl Granville, 7th Seigneur of Sark，1690年4月22日—1763年1月2日），他最广为人知的名字是早期的头衔加德利勋爵。加德利是英国政治家，他从1751年至1763年间担任枢密院议长，并与首相维明顿伯爵密切合作，以管理政府的各个派系。

## 家族背景
约翰·加德利是第一代加德利男爵（1667–1695）的儿子和继承人。加德利家族定居在海峡群岛，具有诺曼血统。

## 早年生活
约翰·加德利曾在西敏公学和牛津大学基督堂学院接受教育。乔纳森·斯威夫特曾评价：“凭借一个难以证明的奇点，他比和他同一级别的人学会了更多的希腊语、拉丁语和哲学”。在他的一生中，加德利不仅表现出对古典文化的强烈热爱，而且对现代语言和文学也有着浓厚的兴趣和知识。他几乎是那个时代唯一会说德语的英国贵族，这使他能够与不会说英语的乔治一世国王交谈并获得国王的信任。
1710年10月17日，加德利在朗利特庄园与弗朗西斯·沃斯利夫人结婚。她是第一代韦茅斯子爵的孙女。他们的一个女儿乔治亚娜·卡罗琳·卡特雷特·斯宾塞成为了德文郡公爵夫人乔治亚娜的祖母。
加德利勋爵年满21岁后，于1711年5月25日前往上议院就职。尽管他的家族成员都致力于詹姆斯党的事业，但加德利是汉诺威王朝的坚定拥护者。加德利是辉格党领袖斯坦霍普和第三代桑德兰伯爵查尔斯·斯宾塞的朋友，并支持通过七周年法案。

## 外交事业
加德利的兴趣在于外交政策，而不是国内政策。他在外交中的工作始于1719年初被任命为驻瑞典大使。在这一年和次年，他受命从彼得大帝的袭击中拯救瑞典，并安排北方的和平。他的努力最终取得成功。
在这段外交工作期间，他对欧洲事务，尤其是德国事务获得了非凡的了解，并且在与瑞典元老院、乌尔丽卡女王、丹麦国王弗雷德里克四世和腓特烈·威廉国王打交道时表现出极大的机智和耐性。虽然在外交上有所成就，但他没有能力在伦敦法院和议会的阴谋中独善其身。加德利回国后被任命为南方部国务秘书，并很快就卷入了汤逊和罗伯特·沃波尔的冲突中。

## 与沃波尔的对抗
对于把每一个能干的同事或下属都视为潜在敌人的沃波尔来说，加德利是格外可恶的。仅凭加德利能与国王说德语就足以让沃波尔厌恶他。因此，当爱尔兰的激烈骚动使得有必要将爱尔兰总督格拉夫顿公爵调回时，加德利被派往都柏林，并于1724年10月23日抵达。1725年，都柏林三一学院授予他荣誉法学博士。在他上任的头几个月，他不得不应对爱尔兰的骚动。最终然而，爱尔兰安定下来。加德利是一位广受欢迎的总督，他令英国人和爱尔兰人的利益都得到维护。同时，他也一直沉迷于奢华的生活，根据同时代人的证词，“他喜欢勃艮第红酒”。加德利担任爱尔兰总督直到1730年。

## 美洲
加德利通过他的曾祖父乔治·加德利爵士继承了卡罗莱纳省八分之一的领地。在1727年和1728年，加德利得知剩余领地的所有者正计划将领地卖回给王室，加德利选择拒绝加入。1729年，其他人都放弃了他们的要求，但在1730年，加德利为了保持对他的领地的所有权，他同意放弃政府内的职位。

## 卡罗琳王后
当加德利于1730年返回伦敦时，沃波尔牢牢地掌握着下议院，并作为乔治二世国王信任的大臣。沃波尔也对卡罗琳王后充满信心，但对加德利抱有偏见。直到1742年沃波尔倒台之前，加德利只有在上议院担任反对党领袖，才能参与公共事务。他的杰出事迹被他相当古怪的行为所掩盖，加德利凭借贵族和知识分子的身份对普通人及其行为方式有某种蔑视。加德利努力讨好热爱文学的卡罗琳王后，而且他还为讨好她而支付了第一版堂吉诃德的出版费用。但他不情愿地，也是最不明智的，让自己卷入威尔士亲王弗雷德里克和他父母之间可耻的家庭争吵中。卡罗琳王后被激怒，并将加德利和博林布鲁克归类为“这个国家最没有价值的两个人”。

## 国务卿
加德利在反对沃波尔没有对西班牙宣战的抗议中站在了民众的一边。当奥地利王位继承战争临近时，他完全同情奥地利的玛丽亚·特蕾莎，主要是因为奥地利家族的垮台将增加法国的实力，即使法国没有获得领土，也足以对英国造成威胁。这些观点使他受到乔治二世的欢迎，乔治二世于1742年欣然任命加德利为国务卿。1743年，他陪同国王前往德国，并参加了1743年6月27日的德廷根战役。加德利担任国务卿职务直到1744年11月。
加德利成功促成了玛丽亚·特蕾莎和腓特烈二世之间的合议。他了解欧洲国家的关系，以及英国在欧洲国家之间的利益。但是使他的政治缺陷使他同无法对抗沃波尔一样无法与佩勒姆家族抗衡（亨利·佩勒姆和他的哥哥纽卡斯尔公爵）。加德利对国王政策的支持被认为是对汉诺威的屈从。皮特称他为“一个放弃英国民族的可恶的、唯一的部长”。几年后，皮特采取了同样的政策，并表示他所知道的一切都是从加德利那里学到的。

## 格兰维尔伯爵
1744年10月18日，加德利因母亲去世而成为第二代格兰维尔伯爵。他的第一任妻子弗朗西斯·沃斯利夫人于1743年6月20日在汉诺威去世，他于1744年4月与年轻的索菲亚·费尔莫尔夫人结婚。格兰维尔对情人角色的夸张表演被霍勒斯·沃波尔嘲笑为“我们伟大的堂吉诃德和美丽的索菲亚的婚礼” 
格兰维尔伯爵夫人于1745年10月7日去世，留下一个女儿索菲亚·加德利，她嫁给了第二代谢尔本伯爵威廉·佩蒂，后来成为第一任兰斯当侯爵。格兰维尔的第二次婚姻可能增加了他古怪的名声。1746年2月，他被佩勒姆家族的阴谋所困，接受了秘书职位，但在四十八小时内辞职。1751年6月，他成为议会主席，仍然受到国王的喜爱和信任，但他在政府中的实际工作只剩下提供建议。1756年，纽卡斯尔要求他出任首相以替代皮特，但由于他了解这一提议的背景，加德利拒绝出任首相并支持皮特。1761年10月，皮特知道法国与西班牙“家庭契约”签署的消息，希望对西班牙宣战，并宣布除非他的建议被接受，否则他打算辞职。格兰维尔回答说：“大多数人的意见（内阁的) 必须得到尊重”。格兰维尔对皮特表示赞赏，但拒绝称皮特为“唯一部长”或首相。

## 婚姻和后代
他结过两次婚：
- 弗朗西斯·沃斯利（Frances Worsley，死于1743年） ，罗伯特·沃斯利爵士的女儿。[7]至少有6个孩子，2子4女：
  - 乔治·加德利（George Carteret），1716年2月14日出生，1716年3月11日在威斯敏斯特圣马田教堂受洗，先于父亲去世。
  - 罗伯特·卡特雷特，第三代格兰维尔伯爵（1721–1776），生于1721年9月21日，1721年10月17日在圣马田教堂受洗，最后继承爵位。
  - 路易莎·卡特雷特（1712-1736）
  - 格蕾丝·卡特雷特（Grace Carteret，1713年7月8日出生）与第四代戴萨特伯爵莱昂内尔·托勒马切结婚，并有后代。
  - 乔治亚娜·卡罗琳·卡特雷特（Georgiana Caroline Carteret），与约翰·斯宾塞议员结婚，是第一代斯宾塞伯爵约翰·斯宾塞的母亲；她再婚嫁给了第二代考珀伯爵
  - 弗朗西斯·卡特雷特（1718年4月6日出生，与第四代特威代尔侯爵约翰·黑尔结婚）。
- 索菲亚·费摩尔（死于1745年）。[8]

## 去世及葬礼
加德利一直担任枢密院主席，直到他于1763年1月2日去世。他的最后一件事是在临终前聆听国务卿副国务卿罗伯特·伍德（Robert Wood）宣读《巴黎条约》的预备文件。
加德利于1763年1月2日在伦敦阿灵顿街的家中去世。他的遗体被安葬在西敏寺。

## 爵位继承
格兰维尔伯爵的头衔传给了他的儿子罗伯特，罗伯特后于1776年无疾而终，头衔断绝。

## 引文
1. ↑  G.E. Cokayne; with Vicary Gibbs, H.A. Doubleday, Geoffrey H. White, Duncan Warrand and Lord Howard de Walden, editors. The Complete Peerage of England, Scotland, Ireland, Great Britain and the United Kingdom, Extant, Extinct or Dormant, new ed., 13 volumes in 14 (1910–1959; reprint in 6 volumes, Gloucester, UK: Alan Sutton Publishing, 2000), volume XII/1, p. 153.
2. 1 2  Chisholm 1911，第362頁.
3. ↑  Browning p.117
4. 1 2 3 4 5 6 7 8 9 10 11  Chisholm 1911，第363頁.
5. ↑  Alumni Dublinenses: a register of the students, graduates, professors and provosts of Trinity College in the University of Dublin (1593–1860), George Dames Burtchaell/Thomas Ulick Sadleir p. 139: Dublin, Alex Thom and Co, 1935
6. ↑  Rachel Wilson, 'The Vicereines of Ireland and the Transformation of the Dublin Court, c. 1703–1737' in The Court Historian, xix, no. 1 (2014).
7. ↑  . National Portrait Gallery.   [2022-09-15]. （原始内容存档于2022-09-15）.
8. ↑  . National Portrait Gallery.   [2022-09-15]. （原始内容存档于2022-09-15）.
9. ↑  Wood, Robert. . 1769: To the reader, vii.